# Annetta, Texas
Annetta là một thị trấn thuộc quận Parker, tiểu bang Texas, Hoa Kỳ. Năm 2010, dân số của thị trấn này là 1288 người.

## Dân số
- Dân số năm 2000: 1108 người.
- Dân số năm 2010: 1288 người.